# كأس تونس للكرة الطائرة للرجال 1996–97
كأس تونس للكرة الطائرة للرجال 1996-1997 هو الموسم رقم 41 من كأس تونس للكرة الطائرة للرجال.

فاز بهذا الموسم الترجي الرياضي التونسي.

## روابط خارجية
- الموقع الرسمي للجامعة التونسية للكرة الطائرة.